# Jean-Yves Jason

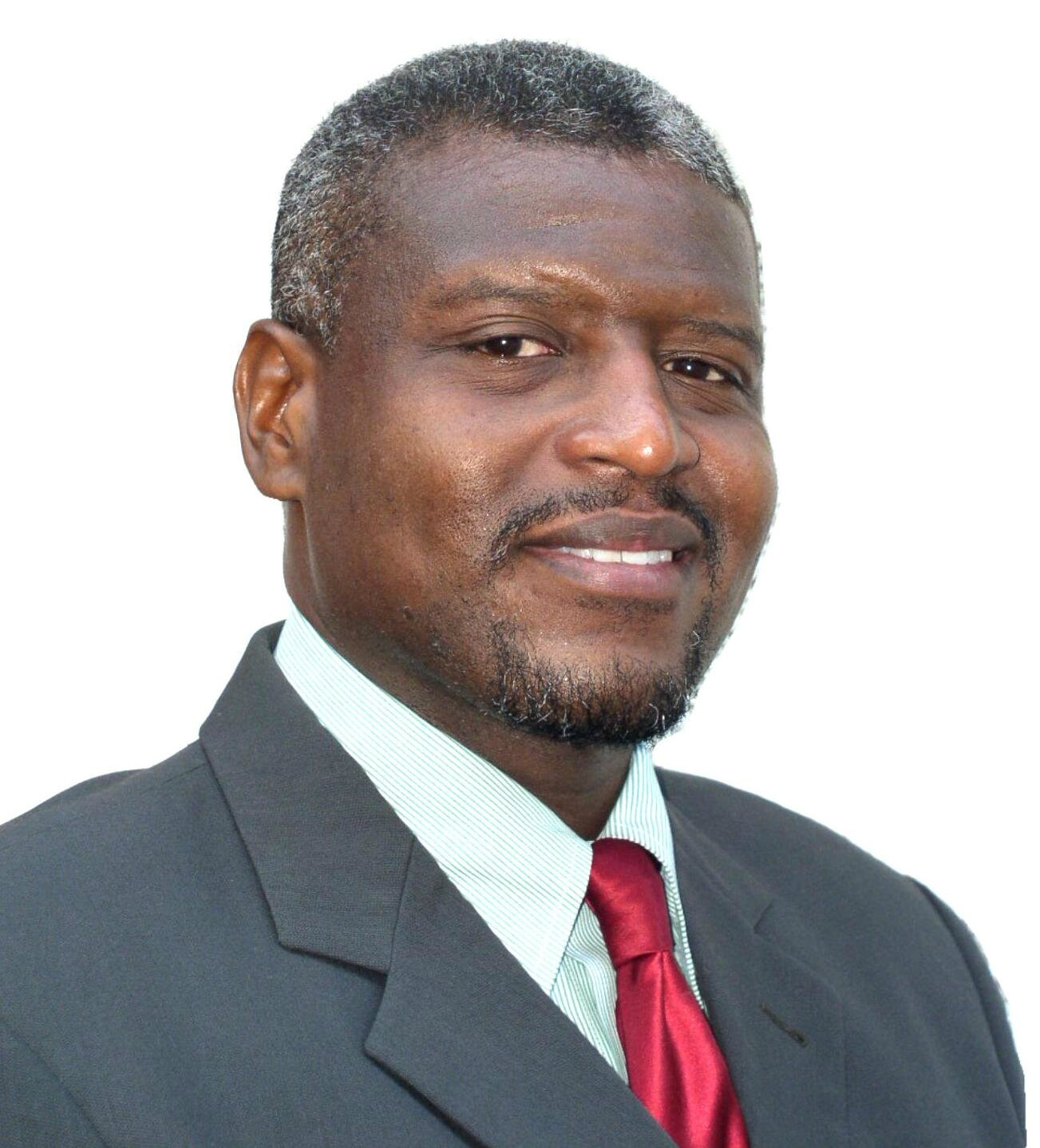
Jean-Yves Jason (2017)

Jean-Yves Jason (auch: Muscadin Jean-Yves Jason) (* 21. Mai 1964 in Port-au-Prince) ist ein haitianischer Politiker der Partei Rassemblement des Citoyens Patriotes (RCP). Von 2007 bis 2012 war er Bürgermeister der Hauptstadt Port-au-Prince.

## Familie und Ausbildung
Jason ist verheiratet mit Marie Lyndsay, geb. Fontilus. Das Ehepaar hat zwei Kinder.
Jason studierte an der Université d’État d’Haïti Personalmanagement, öffentliche Verwaltung, Finanzen, Anthropologie und Geschichte. Er profilierte sich auch als Maler und Schriftsteller.

## Beruf und öffentliche Ämter
Jason arbeitete in den Archives Nationales d'Haïti, und in der Banque de l'Union haïtienne, (BUH). Als selbstständiger Unternehmer ist er in der Kulturbranche tätig. Er war Geschäftsführer der bedeutenden Eventfirma Kritik Productions und vertritt als Mitglied verschiedener kultureller Organisationen Haiti auf internationalen Konferenzen. Er fungierte als Präsident der Association des Archivistes Haitiens.
Seine Karriere im öffentlichen Sektor begann er 1995 als Kabinettchef von Paul Evans, Bürgermeister von Port-au-Prince.
Nach Beendigung der politischen Laufbahn widmete sich Jason weiterhin kulturellen Großveranstaltungen. Dem Organisationskomitee für den Karneval von Port-au-Prince 2019 gehörte er als Präsident an.

## Bürgermeister von Port-au-Prince
Gewählt im Jahr 2007 war Jason bis 2012 Bürgermeister von Port-au-Prince. Eines seiner wichtigen Anliegen war die internationale Vernetzung der Stadt durch Städtepartnerschaften (Montreal, Montevideo, Lamentin in Guadeloupe, Mailand, Santiago de Cuba, Baton Rouge und Mexico-Stadt).

### Erdbeben von 2010 und Entlassung
Während seiner Amtszeit als Bürgermeister ereignete sich am 12. Januar 2010 ein schweres Erdbeben. Die Stadt wurde besonders schwer in Mitleidenschaft gezogen. Jason überlebte, erlitt jedoch eine Gehirnerschütterung, als er im Rathaus von Trümmerteilen getroffen wurde. Jason und andere Helfer mussten unter widrigsten Umständen den Abtransport von über 200.000 Leichen, die tagelang überall in den Straßen lagen, und Versorgung der Überlebenden organisieren. Um internationale Hilfe einzuwerben, nutze Jason sein multilaterales Netzwerk; so nahm er bereits am 24. Februar 2010 in Rotterdam an der Tagung der World Alliance of Cities Against Poverty (WACAP) teil. Angesichts der rasch entstandenen Notlager für Obdachlose geriet Jason bezüglich seiner Maßnahmen auch in die Kritik von Menschenrechtsorganisationen.
Nachdem seine Amtszeit abgelaufen war, er aber mangels Wahlen geschäftsführend im Amt bleiben wollte, setzte Präsident Michel Martelly ihn und den gesamten Stadtrat wegen latenter Meinungsverschiedenheiten per Anordnung vom 23. Februar 2012 ab.
Im Jahr 2012 musste sich Jason vor Gericht gegen die Beschuldigung verteidigen, bei einer Brandkatastrophe auf dem Markt von Gerit als Bürgermeister seine Pflichten verletzt zu haben.

## Veröffentlichungen
- Muscadin Jean-Yves Jason: Le présent des choses passées ou les archives nationales d'Haïti. Bureau international de l'édition française (BIEF), Ottawa 1996, ISBN 2-921420-41-4.
- Muscadin Jean-Yves Jason: Le Club des Carnavaleux disparus. In: Six Nouvelles du Carnaval. Éditions page Allée, Port-au-Prince 2009, ISBN 978-99935-7-861-1.
- Muscadin Jean-Yves Jason: Le goût de l’avenir. In: Pierre Buteau, Rodney Saint-Eloi, Lyonel Trouillot (Hrsg.): Refonder Haïti ? Mémoire d'encrier, Québec 2010, ISBN 978-2-923713-37-3, S. 161.
- Muscadin Jean-Yves Jason: Séisme du 12 janvier 2010 en Haïti. Edilivre, Paris 2016, ISBN 978-2-332-97578-2.